# NGC 2912
NGC 2912 — звезда в созвездии Льва, открыта 3 апреля 1870 года и внесена в каталог Германом Шульцем как объект «небулярного» типа. Прямое восхождение — 09ч 33м 56,9с, склонение — +10° 11′ 32″.

## История открытия
Вблизи заявленного положения NGC 2912 расположены галактики NGC 2911 и NGC 2914. Шульц также их наблюдал, поэтому NGC 2912 вряд ли может быть другим обозначением какой-то из этих галактик, хотя Брайан Скифф предполагал, что NGC 2912 относится к галактике NGC 2914.
В той же области неба расположена карликовая неправильная галактика PGC 27167 (LEDA 27167), но она слишком тусклая, чтобы Шульц мог увидеть её своим 9,6-дюймовым рефрактором. Тем не менее, в некоторых научных статьях и источниках, включая базу данных SIMBAD, NGC 2912 отождествляют именно с этим объектом.
Дрейер описал объект как: «очень тусклый, юго-западней h608», дополнительное примечание Шульца «несколько секунд восточнее и 2 угловых минуты севернее h608», где h608 обозначает NGC 2911. Согласно Гарольду Корвину[d] — единственный объект в области к северо-востоку от NGC 2911, который мог видеть Шульц — именно звезда, расположенная поблизости.